# جورج أوبريان
جورج أوبريان (بالإنجليزية: George O'Brien)‏ هو منتج أفلام وضابط وممثل أمريكي، ولد في 19 أبريل 1899 بسان فرانسيسكو في الولايات المتحدة، وتوفي في 4 سبتمبر 1985 بتلسا في الولايات المتحدة بسبب نوبة قلبية وسكتة.

## أعمال

### أفلام
- (1926) فيضان جونستاون
- (1927)  قصة بشريين
- (1950) لبست الشريط الأصفر
- (1964) خريف قبيلة شايان

## وصلات خارجية
- جورج أوبريان على موقع IMDb (الإنجليزية)
- جورج أوبريان على موقع روتن توميتوز (الإنجليزية)
- جورج أوبريان على موقع ألو سيني (الفرنسية)
- جورج أوبريان على موقع أول موفي (الإنجليزية)
- جورج أوبريان على موقع قاعدة بيانات برودواي على الإنترنت (الإنجليزية)
- جورج أوبريان على موقع قاعدة بيانات الأفلام السويدية (السويدية)
- جورج أوبريان على موقع إن إن دي بي (الإنجليزية)
- جورج أوبريان على موقع قاعدة بيانات الفيلم (الإنجليزية)
- جورج أوبريان على موقع كينوبويسك (الروسية)